# 인현왕후의 남자
《인현왕후의 남자》는 2012년 4월 18일부터 2012년 6월 7일까지 tvN에서 방영한 드라마이다.

## 기획 의도
인현왕후의 복위를 위해 시간 여행을 하는 조선시대 킹카 선비 김붕도와 2012년 드라마 '신(新) 장희빈'에서 인현왕후 역을 맡은 무명 배우 최희진의 시간과 공간을 초월한 사랑을 그린 16부작 타임슬립(Time-slip) 로맨스물이다.

## 등장 인물

### 주요 인물
- 지현우 : 김붕도 역 - 정5품 홍문관 교리
- 유인나 : 최희진 역 - 무명 여배우
- 김진우 : 한동민 역 - 배우
- 진예솔 : 윤월 역 - 세령각 기녀, 김붕도 부인의 몸종

### 왕실 인물
- 서우진 : 숙종 역
- 김해인 : 인현왕후 역
- 최우리 : 희빈 장씨 역

### 그 외 인물
- 가득희 : 조수경 역 - 희진의 친구이자 매니저 겸 코디
- 박영린 : 윤나정 역 - 배우
- 조달환 : 천수 역 - 한동민의 매니저
- 엄효섭 : 민암 역 - 우의정
- 이관훈 : 자수 역 - 민암의 심복
- 지남혁 : 한동 역 - 김붕도의 하인
- 김원해 : 홍 내관 역
- 김결 : 영명 스님 역
- ? : 상궁 역
- 장원영 : 드라마 '新 장희빈'의 감독 역
- ? : 심사위원 역
- 김종호 : 사장 역
- ? : 택시기사 역
- 전헌태
- 정현석 : 드라마 배역들 사진 찍는 남자 역
- 정재환 : 드라마 제작발표회 진행자 역
- 조용상 : 기자 역
- 최교식 : 병원 보안팀 직원 역
- 이설구 : 도서관 경비원 역
- ? : 드라마 '新 장희빈'의 작가 역
- 주동희 : 홍문관 교리 역
- 서호철 : 제주도에서 김붕도를 죽이려는 남자 역
- ? : 김윤철 역 - 희진의 친구
- 서지연 : 승무원 역
- 홍재성 : 승무원 역
- 한창현 : 금부도사 역
- 박효준 : 드라마 '新 장희빈'에 출연하는 배우 역
- 이광세 : 유품 감정하는 남자 역
- ? : 경비원 역
- 손진호 : 의사 역
- 소희정 : 정신건강의학과 의사 역
- 박팔영 : 남구만 역 - 영의정
- 김나연 : 헤어디자이너 역
- 박귀순 : 스님 역
- 신재도 : 택시기사 역
- ? : 클럽녀 1 역
- 정다혜 : 클럽녀 2 역
- 우상전 : 펜션 주인 역
- ? : 주지스님 역
- 김난영 : 상궁 역
- 이준혁 : 택시기사 역
- 민준현 : 응급실 의사 역
- 고유미 : 간호사 역
- 이창 : 의사 역
- 최창균 : 금부도사 역
- 박규점 : 어의 역
- 조현진 : 간호사 역
- 권홍석 : 상선 역
- 강민정 : 기녀 역
- 이봉규 : 스님 역
- 이채민 : 헤어디자이너 역
- ? : 교양국 PD 역
- 최효상 : 박물관 관리자 역
- 윤영목 : 군사 역
- 강철성 : 죽은 김붕도를 알아보는 남자 역
- 강찬양 : 죽은 김붕도를 알아보는 남자의 부인 역
- 박건락 : 옥리 역
- 김기현 : 나레이션 하는 남자 역
- 김민진 : 군사 역
- 변정현
- 윤종원

## 에피소드 목록
| 회차 | 방송일          |
| ---- | --------------- |
| E01  | 2012년 4월 18일 |
| E02  | 2012년 4월 19일 |
| E03  | 2012년 4월 25일 |
| E04  | 2012년 4월 26일 |
| E05  | 2012년 5월 2일  |
| E06  | 2012년 5월 3일  |
| E07  | 2012년 5월 9일  |
| E08  | 2012년 5월 10일 |
| E09  | 2012년 5월 16일 |
| E10  | 2012년 5월 17일 |
| E11  | 2012년 5월 23일 |
| E12  | 2012년 5월 24일 |
| E13  | 2012년 5월 30일 |
| E14  | 2012년 5월 31일 |
| E15  | 2012년 6월 6일  |
| E16  | 2012년 6월 7일  |

## OST

### Part.1
| #            | 제목                           | 가수         | 재생 시간 |
| ------------ | ------------------------------ | ------------ | --------- |
| 1.           | 〈그대가 왔죠〉                | 김소정       | 3:09      |
| 2.           | 〈지금 만나러 갑니다〉         | 덕환         | 3:18      |
| 3.           | 〈그대가 왔죠 (Inst.)〉        |              | 3:09      |
| 4.           | 〈지금 만나러 갑니다 (Inst.)〉 |              | 3:18      |
| 총 재생 시간 | 총 재생 시간                   | 총 재생 시간 | 12:54     |

### Part.2
| #            | 제목                | 가수         | 재생 시간 |
| ------------ | ------------------- | ------------ | --------- |
| 1.           | 〈꼭 한번〉         | 포맨 영재    | 3:34      |
| 2.           | 〈꼭 한번 (Inst.)〉 |              | 3:34      |
| 총 재생 시간 | 총 재생 시간        | 총 재생 시간 | 7:08      |

### Part.3
| #            | 제목                              | 가수         | 재생 시간 |
| ------------ | --------------------------------- | ------------ | --------- |
| 1.           | 〈같은 하늘 다른 시간에〉         | 주희         | 3:40      |
| 2.           | 〈같은 하늘 다른 시간에 (Inst.)〉 |              | 3:40      |
| 총 재생 시간 | 총 재생 시간                      | 총 재생 시간 | 7:20      |

## 시청률
- 1회: 최고 시청률 1.2%(AGB닐슨미디어리서치 케이블 유가구 기준)[1]
- 4회: 30대 여성층 최고 시청률 1.62%, 30대 남성층 최고 시청률 1.36%(AGB닐슨미디어리서치 케이블 유가구 기준)[2], 남녀 20~40대 시청층에서 동시간대 1위 기록. 시청률 점유율 30대와 40대에서 각각 20% 이상 기록(AGB닐슨미디어리서치 케이블 유가구 기준)[3]
- 7회: 20대 여성층 순간 최고 시청률 2.36%, 가구 기준 최고 시청률 1% 이상, 10~20대 여성층에서 동시간대 1위 기록(AGB닐슨미디어리서치 케이블 유가구 기준)[4]
- 9회: 평균 시청률 1%, 순간 최고 시청률 1.33%, 30대 여성층 최고 시청률 3%, 케이블 TV 동시간대 1위 기록(TNmS 케이블 유가구 기준)[5]
- 10회: 분당 최고 시청률 1.38%, 케이블 TV 동시간대 1위 기록(TNmS 케이블 유가구 기준)[6]
- 11회: 분당 최고 시청률 1.37%, 30대 여성층 최고 시청률 2.25%, 케이블 TV 동시간대 1위 기록(TNmS 케이블 유가구 기준)[7]
- 13회: 분당 최고 시청률 1.47%, 30~40대 여성층 최고 시청률 2% 이상, 케이블 TV 동시간대 1위 기록(TNmS 케이블 유가구 기준)[8]
- 14회: 분당 최고 시청률 1.48%, 케이블 TV 동시간대 1위 기록(TNmS 케이블 유가구 기준)[9], 최고 시청률 2% 돌파(AGB닐슨미디어리서치 케이블 유가구 기준)[10]
- 15회: 평균 시청률 1.1%, 최고 시청률 1.8%, 20~30대 여성 시청자층 최고 시청률 3.6%, 케이블 TV 동시간대 1위 기록(TNmS 케이블 유가구 기준)[11]
- 16회: 평균 시청률 1.570%[12], 최고 시청률 2.1%(자체 최고 시청률 경신), 케이블 TV 동시간대 1위 기록, 20~40대 여성 시청자층 최고 시청률 3.9%(TNmS 케이블 유가구 기준)[13]
- 1~16회 평균 시청률: 0.764%(TNmS 케이블 유가구 기준)[14]

## 참조
1. ↑  인현왕후의 남자, 스피디한 전개+짜임새 있는 스토리 ‘호평’
2. ↑  '인현왕후의 남자', 30대 男女 마음 잡고 '승승장구'
3. ↑  심장 쫄깃하게 만드는 '인현왕후의 남자' 20-40대 시청률 1위
4. ↑  인현왕후의 남자, 인기 뜨겁네
5. ↑  '인현왕후의 남자' 유인나 폭풍눈물연기 통했다 '시청률1위'
6. ↑  '인현' 지현우·유인나, '100초 눈빛키스' 극적재회
7. ↑  유인나 까치발 키스 화제, '시청률 2.25%로 급등' 어땠길래…
8. ↑  '인현왕후의 남자', '피범벅' 지현우-'눈물범벅' 유인나‥죽음 암시?
9. ↑  “인현왕후의 남자, 결말에 시청자 관심 폭발”. 2016년 3월 4일에 원본 문서에서 보존된 문서. 2012년 6월 2일에 확인함.
10. ↑  '인현왕후의 남자' 유인나, 연기력 이정도였어?
11. ↑  tvN <인현왕후의 남자> 마지막회 궁금증 폭발! 최고 시청률 경신하며 뜨거운 인기 증명!
12. ↑  TNmS 트위터 내용
13. ↑  <인현왕후의 남자> 2% 돌파 최고 시청률 경신하며 종영! 지현우-유인나 로맨틱 키스로 해피엔딩!
14. ↑  TNmS 트위터 내용